# Lorenzo Menichino
Lorenzo Menichino (Grado, 25 agosto 1923 – 13 ottobre 1989) è stato un politico italiano.

## Biografia
Funzionario del Partito Comunista Italiano in Friuli-Venezia Giulia. È segretario della Federazione di Gorizia e consigliere provinciale. Viene eletto alla Camera dei Deputati nella VI legislatura, restando in carica dal 1972 al 1976.
Muore all'età di 66 anni nell'ottobre del 1989.